# Le Martinet
Le Martinet ist eine französische Gemeinde mit 739 Einwohnern (Stand 1. Januar 2022) im Département Gard der Region Okzitanien.

## Geographie
Le Martinet liegt in den Südausläufern der Cevennen, südwestlich der Cèze.

## Politik
Der Ort wählt seit 1921 nur kommunistische Bürgermeister, während die meisten Gemeinden des Départements Gard das Rassemblement National (RN) von Marine Le Pen wählen.

## Bevölkerungsentwicklung
| Jahr                       | 1962 | 1968 | 1975 | 1982 | 1990 | 1999 | 2007 | 2017 |
| -------------------------- | ---- | ---- | ---- | ---- | ---- | ---- | ---- | ---- |
| Einwohner                  | 2026 | 1705 | 1300 | 953  | 844  | 764  | 793  | 750  |
| Quellen: Cassini und INSEE |      |      |      |      |      |      |      |      |

## Persönlichkeiten
Berühmtester Sohn der Gemeinde ist der Fußballspieler Robert Siatka (* 1934).